# Eremias scripta
Eremias scripta är en ödleart som beskrevs av Strauch 1867. Eremias scripta ingår i släktet löparödlor och familjen lacertider.
Arten förekommer i centrala Asien från Kazakstan i norr till Iran och Pakistan i syd. Honor lägger ägg.

## Underarter
Arten delas in i följande underarter:
- E. s. lasdini
- E. s. pherganensis
- E. s. scripta